# Paul Guiraud (écrivain)
Pour les articles homonymes, voir Guiraud et Paul Guiraud.
Paul Guiraud (1851-1909) est un écrivain et dramaturge français.

## Biographie
Paul Louis Guiraud naît à Saint-Ambroix le 6 novembre 1851.
Auteur d'une œuvre diverse, signée parfois du pseudonyme « Maxence Parabère », il produit des chroniques, des pièces de théâtre et des romans.
il est propriétaire du Café Peloux à Nîmes[réf. nécessaire], et le fondateur et rédacteur de l'hebdomadaire littéraire et artistique La Chronique mondaine, renommée plus tard "La Chronique Nîmoise".

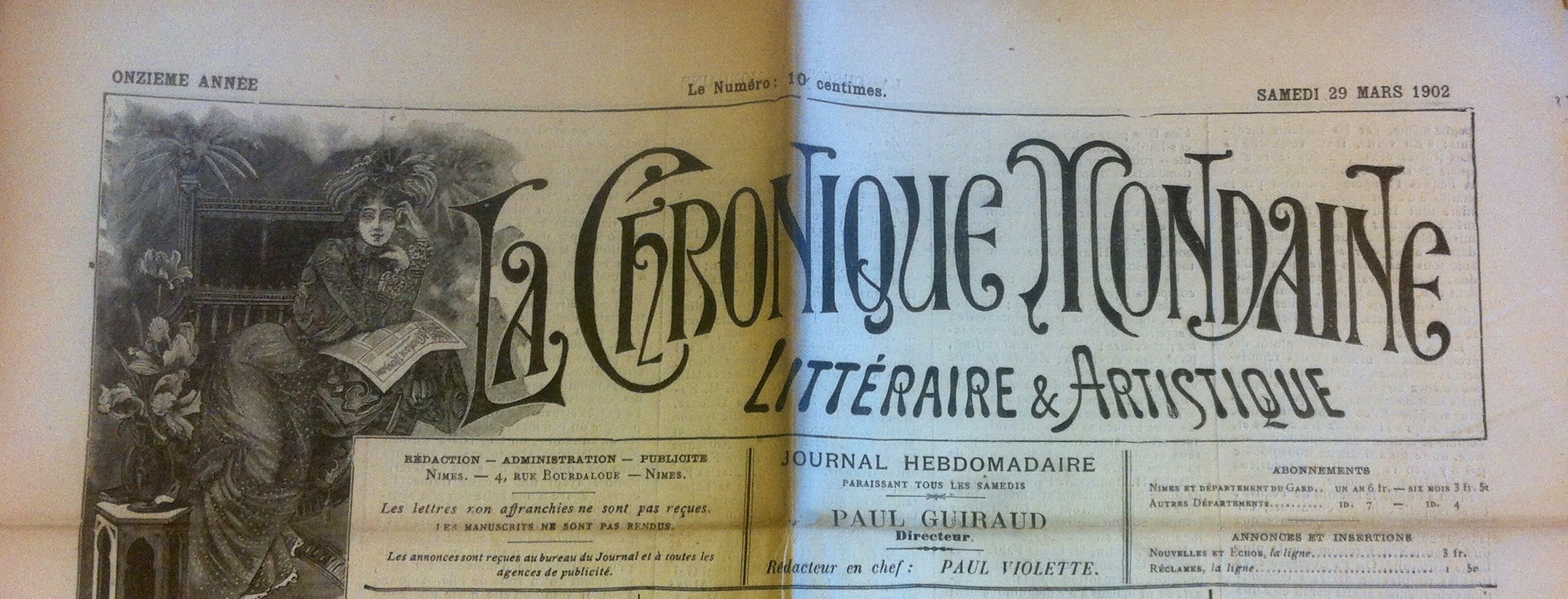
Entête du périodique "La Chronique Mondaine" de Paul Guiraud

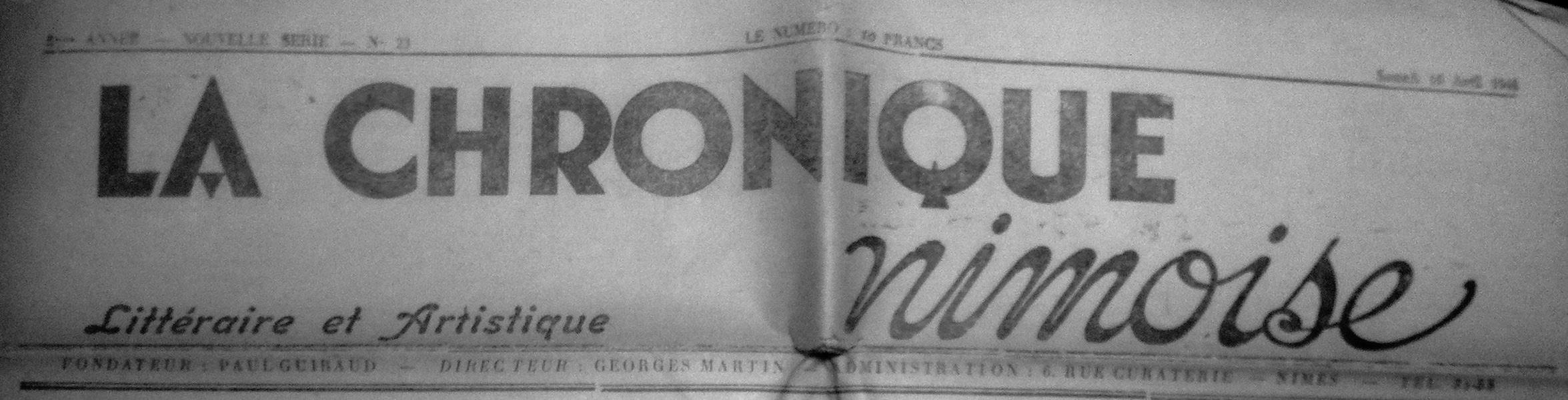
Entête du périodique "La Chronique Nîmoise" de Paul Guiraud

Il appartient également à la société félibréenne Nemausa.
Il meurt le 18 septembre 1909 à Roquedur,, dont est originaire son épouse Albertine Séverac. Il est inhumé le 20 septembre 1909 au cimetière protestant de Nîmes.
Il est le père d'Edmond Guiraud.

## Ouvrages
- Jacques Gendray : comédie en 3 actes, Paris, Ollendorff, 1882 (BNF 30561050).
- Trottoirs et Salons : lettres fantaisistes, Marseille, Librairie marseillaise, 1884 (BNF 31057191).
- Comment on devient duchesse (préf. Horace Bertin), Paris, Dentu, 1887 (BNF 30561047).
- Le Caporal Grandrigny, 6e marsouins, Paris, Ollendorff, 1888 (BNF 30561045).
- La Vocation de Lolo, Charpentier et Fasquelle.
- Sa femme, Paris, Flammarion, 1896 (BNF 30561052), prix de Jouy de l’Académie française en 1897.
- La Conversion de Gaston Ferney : roman spirite, Paris, Flammarion, 1897 (BNF 30561048).
- Maître Claude Delarche, avocat, Paris, Ollendorff, 1900 (BNF 30561051).
- Pom-Prune (Les Hommes publics, Pom-Prune, roman contemporain), Paris, Albin Michel, 1905 (BNF 30561049).

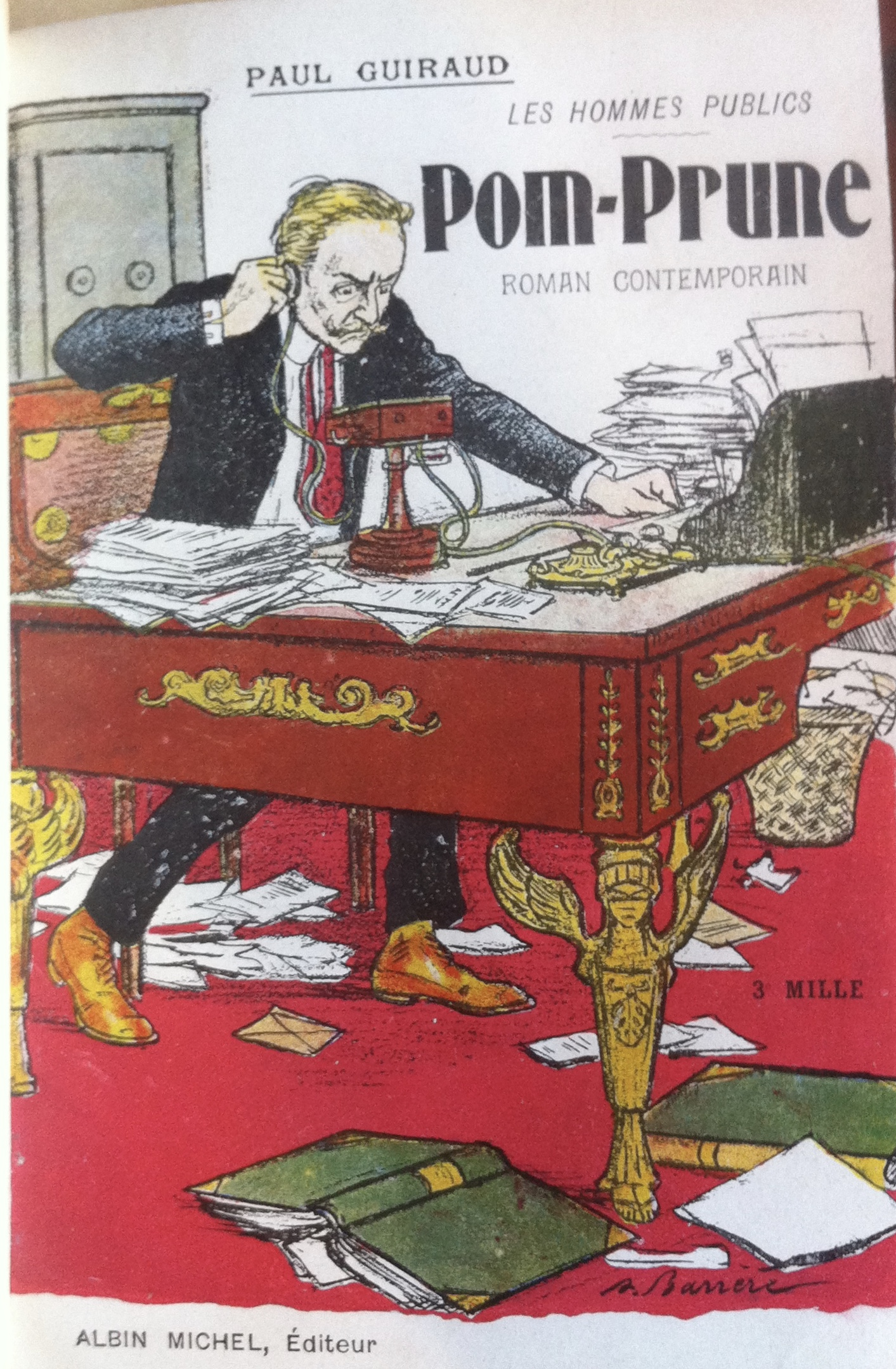
Pom-Prune (jacquette) de Paul Guiraud, par Adrien Barrère (1905)